# Ondertonica
In de muziek is de ondertonica of subtonica de noot een kleine septiem boven de tonica. Zo is in la klein de ondertonica de sol.
In een natuurlijke kleine-tertstoonladder is de ondertonica diatonisch en valt ze op de 7de toontrap. In een grote-tertstoonladder komt er geen ondertonica voor, aangezien de zevende toontrap zich daar een grote septiem boven de tonica vindt. Gebruik van de ondertonica in majeur is zeldzaam in klassieke muziek, maar komt wel voor in jazz.